# Association internationale de techniciens, experts et chercheurs
L'Association internationale de techniciens, experts et chercheurs ou AITEC a été créée en 1983. Elle rassemble un réseau de professionnels, de chercheurs et de citoyens engagés, apportant une expertise citoyenne et des propositions alternatives sur de multiples domaines tels que les mutations urbaines, les services publics, les politiques de commerce et d'investissement ainsi que la justice sociale et écologique et les alternative à l'extractivisme. L'association participe à différents campagnes sur ces sujets et est impliquée dans de nombreux réseaux et organisations du mouvement altermondialiste. Ses locaux se trouvent au Centre International de Culture Populaire (CICP) dans le 11e arrondissement de Paris.

## Histoire
L’Aitec a été créée en 1983 par des urbanistes, économistes, cadres d’entreprises, juristes et d'autres experts militants dont beaucoup appartenaient au Centre d'études et d'initiatives de solidarité internationale (CEDETIM), organisation issue de la gauche du PSU. Ces militantes et militants exerçaient leurs compétences dans des entreprises ou des administrations et avaient la volonté de lier leur pratique professionnelle avec leur engagement politique. Pour eux, l'AITEC était, dès le départ, un instrument permettant à la fois de construire une expertise ancrée dans les luttes sociales et d'élaborer des propositions alternatives. Elle était alors présidée par Gustave Massiah.
À sa fondation, l'AITEC se structure notamment autour de problématiques économiques, avec la question de l'expertise non-patronale, de la dette et du financement du développement. Elle organise différentes journées d'étude et publie des analyses dans les revues "Archimède et Léonard" et "Cahiers Voltaire",. En juin 1993 elle co-organise le forum "Science, progrès et développement" aux côtés de l'association Global Chance et du Syndicat National des Chercheurs Scientifiques (SNCS).
En 1998, elle participe à la fondation de l'Association pour la taxation des transactions financières et pour l'action citoyenne (ATTAC) auprès de nombreuses organisations, syndicats et personnalités.

## Activités
- L'AITEC produit des analyses et participe à des campagnes de plaidoyer autour des politiques de commerce et d’investissement de l’Union européenne. Elle est notamment membre du collectif "stop TAFTA" et du collectif "stop CETA-Mercosur"[6]. Elle contribue auprès du Transnational Institute (TNI) et du Corporate Europe Observatory (CEO) à des activités de plaidoyer pour encadrer l'activité des multinationales et les pratiques de lobying.
- L’AITEC soutient les mobilisations et participe aux réflexions, aux débats[7] et à l’élaboration de politiques sur les thématiques du droit au logement et du droit à la ville avec un réseau composé d'une multitude d'associations[8]. 
Sur France Culture, par exemple, la présidente de l'AITEC a témoigné des expériences de démocratie municipale qui ont été expérimentées en Espagne, dans les conseils de quartier de Barcelone et de Madrid, de 2015 à 2019, là où des éléments du municipalisme libertaire avaient été mis en pratique[9].
- L’AITEC participe activement au groupe de travail « Sciences, Sociétés, Démocratie » (SSD). Ce groupe a été créé dans le cadre d'un réseau d'associations de Sciences Citoyennes[10] comprenant notamment Global Chance, Initiative pour un autre monde[11] et le réseau international de réseaux alternatifs Intercoll[12]. Cette initiative vise à documenter et créer un cadre d’analyse partagé autour de victoires et des échecs des mobilisations citoyennes en questionnant la place et le rôle des experts et des scientifiques dans l’exercice de la démocratie.
- Participation aux différentes éditions des forums sociaux mondiaux, aux universités d'étés des mouvements sociaux et des solidarités, etc.
- Séminaires : « Rencontres sociales », « La ville à l’épreuve du libéralisme », etc.
- Accueil de plusieurs centaines de volontaires dans le cadre du programme d'échange d'Échanges & Partenariats. Cette association vise à la construction de nombreux partenariats entre organisations françaises et internationales engagées dans le champ de la solidarité internationale[13].. ;
- Débats, ateliers de travail, Université d’été du CRID (Centre de recherche et d’information pour le développement avec lequel l'Aitec collabore régulièrement).
- Publications : Cahiers Voltaire, Archimède et Léonard, etc.

## Interconnexion avec des réseaux
L'AITEC est associé avec un grand nombre d'autres associations engagées, aussi bien sur le plan international que national. Ainsi, en France, l'AITEC fait partie du réseau Initiative pour un autre monde (ou IPAM). 
- Agence pour la solidarité internationale, la culture et le développement (AMORCES) ;
- Assemblée européenne des citoyens (AEC), branche française du réseau Helsinki Citizens’ Assembly (hCa) ;
- Centre d’études et d’initiatives de solidarité internationale (CEDETIM) ;
- Centre de Recherche et d'Informations pour le Développement (CRID) ;
- Centre de documentation sur le développement, les libertés et la paix (CEDIDELP) ;
- Centre International de Culture Populaire (CICP) ;
- Échanges & Partenariats : association visant à la construction de partenariats entre organisations françaises et internationales engagées dans le champ de la solidarité internationale[13].